# Verkehrsgleichung
Die Verkehrsgleichung ist in der Volkswirtschaftslehre eine partielle Differentialgleichung, genauer gesagt eine nicht-lineare hyperbolische Wellengleichung, mit der sich Verkehrsmodelle simulieren lassen. Als anschauliches Beispiel kann der Straßenverkehr in Betracht gezogen werden, der sich mit der Verkehrsgleichung simulieren lässt. Sie setzt die Änderung eines Verkehrsflusses über die Zeit mit der Dichteänderung entlang des Wegs in Bezug. 
Die tiefgestellten Symbole stellen die Ableitung der Variable nach einer bestimmten Variablen dar, so ist beispielsweise {\displaystyle \varrho _{x}(x,t)} die Ableitung der Dichte nach der Ortsvariable. Sei {\displaystyle \varrho (x,t)} die Dichte eines Stroms am Ort {\displaystyle x} zum Zeitpunkt {\displaystyle t} und {\displaystyle f(x,t)} der entsprechende Fluss, der in der Regel von der Verkehrsdichte und der Geschwindigkeit der Elemente abhängt, dann lautet die Verkehrsgleichung:
{\displaystyle \varrho _{t}(x,t)+f_{\varrho }(\varrho (x,t))\cdot \varrho _{x}(x,t)=0\qquad \qquad \forall x,t}
Im einfachsten Fall ist der Fluss eine Linearkombination aus Geschwindigkeit und Dichte. Je mehr Teilchen sich auf dem Weg befinden und je schneller sie sich bewegen, desto höher ist der Durchsatz.
{\displaystyle f=\varrho \cdot v}
Für den Straßenverkehr kann diese Formel jedoch nicht verwendet werden, da Autos bei höherer Geschwindigkeit einen größeren Abstand untereinander einhalten und die Dichte daher abnimmt. Nimmt die Dichte bei zunehmender Geschwindigkeit ab, so ergibt sich:
{\displaystyle f(\varrho )=v_{\text{max}}\cdot \varrho \left(1-{\frac {\varrho }{\varrho _{\text{max}}}}\right)}
Der Fluss bildet eine Parabel, die bei halber Maximalgeschwindigkeit ihr Maximum erreicht. Für alle anderen Werte gibt es in dieser Version zwei Möglichkeiten, diese zu erreichen: durch hohe Dichte bei geringer Geschwindigkeit oder andersherum. Ziel ist es in der Regel, die zweite Variante zu erreichen, da eine hohe Durchschnittsgeschwindigkeit die Aufenthaltsdauer der Teilchen klein hält.
Eine wichtige Größe hierbei ist {\displaystyle f_{\varrho }}, also die Ableitung des Flusses nach der Dichte, die Signalgeschwindigkeit genannt wird.

## Herleitung
Die Verkehrsgleichung basiert auf dem Erhaltungssatz der Verkehrselemente. Deren Gesamtanzahl lässt sich aus der Dichte entlang der gesamten Strecke ermitteln:
{\displaystyle n(t)=\int _{a}^{b}\varrho (x,t)dx}
Die Änderung der Anzahl der Elemente über die Zeit, lässt sich mit {\displaystyle n_{t}(t)} nachverfolgen. Die Teilchen müssen den betrachteten Weg am Anfangspunkt {\displaystyle a} betreten oder am Endpunkt {\displaystyle b} verlassen, was sich über eine Bilanzrechnung herausfinden lässt:
{\displaystyle \int _{a}^{b}\varrho _{t}(x,t)dx=f(a,t)-f(b,t)}
Die Änderung der Dichte über die Zeit muss also durch eine Änderung des Flusses im Ort ausgeglichen werden, und das zu jedem Zeitpunkt.
{\displaystyle \int _{a}^{b}\left(\varrho _{t}(x,t)+f_{x}(x,t)\right)dx=0}
Das muss aber nicht nur zu jedem Zeitpunkt, sondern auch für jede beliebige Strecke gelten. Nimmt man hinreichende Differenzierbarkeit an, so lässt sich die Gleichung in integralfreie Darstellung bringen:
{\displaystyle \varrho _{t}(x,t)+f_{x}(x,t)=0\qquad \qquad \forall x,t}
Da sich der Verkehrsfluss f als Funktion der Dichte darstellen lässt, ergibt sich durch Nachdifferenzieren:
{\displaystyle \varrho _{t}(x,t)+f_{\varrho }(\varrho (x,t))\cdot \varrho _{x}(x,t)=0\qquad \qquad \forall x,t}